# 平本アキラ
平本 アキラ（ひらもと アキラ、1976年 - ）は、日本の漫画家。沖縄県出身。作品に『アゴなしゲンとオレ物語』『監獄学園』がある。

## 来歴
1995年、『その友達に疑問あり』が『週刊ヤングマガジン』（講談社）に掲載され、デビュー（当時の名義は「平本 明」）。
1998年、『ヤングマガジン』にて『アゴなしゲンとオレ物語』を連載する。
2011年、同誌にて『監獄学園』を連載。
2013年、『監獄学園』で講談社漫画賞を受賞。
2022年、『月刊少年マガジン』にて『ふたりスイッチ』を連載。
同年、『ビッグコミックスペリオール』にて『スーパーボールガールズ』を連載。

## テーマと影響
あるインタビューで、描きたいものは「エロスとバイオレンスと、人間賛歌と女性の強さ」だと述べている。

監獄学園を制作するにあたって、映画からの影響が強いといい、平本は
| 「 | 仕事の参考として映画はたくさん観るんです。連載を始めるにあたって、刑務所ものと脱走もの映画はいろいろ参考にしましたね。中でも『暴力脱獄』がいちばん影響を受けています。それを見て、こういうマンガにしようとなっていったんです。 | 」 |

と語っている。また、『おしん』、『テルマ&ルイーズ』、『フライド・グリーン・トマト』といった、「フェミ映画」も好きで、そういった女性の強さが作品に反映されているという 。

## 作品リスト

### 漫画
- その友達に疑問あり（『週刊ヤングマガジン』、講談社、1995年）

デビュー作。『アゴなしゲンとオレ物語』単行本30巻巻末に、30巻突破記念として収録されている。
- アゴなしゲンとオレ物語（『週刊ヤングマガジン』、講談社、1998年 - 2009年、全32巻）
- 俺と悪魔のブルーズ（『月刊アフタヌーン』→『ヤングマガジンサード』、講談社、2004年 - 2008年、2014年 - 、既刊5巻）

連載途中から休載を繰り返すようになり、『アフタヌーン』2008年4月号掲載を最後に事実上の連載中止となったが、2014年、『ヤングマガジンサード』に移籍し連載を再開した。
- やりすぎコンパニオンとアタシ物語（『週刊ヤングマガジン』、講談社、2007年 - 2008年、全1巻）

読み切りから短期連載となった作品。実写Vシネマ化もされた。
- 幼形成熟女ヒルダ（『ネメシス』、講談社、2011年、No.6）
- 監獄学園（『週刊ヤングマガジン』、講談社、2011年 - 2017年、全28巻）
  - アニメ監獄学園を創った男たち（講談社、2016年、全1巻）

原作担当。作画はハナムラ。
- RaW HERO（『イブニング』、講談社、2018年 - 2020年、全6巻）
- ふたりスイッチ（『月刊少年マガジン』、講談社、2022年 - 2023年、既刊4巻） - 1stシリーズ完[4]
- スーパーボールガールズ（作画担当、原作：金城宗幸、『ビッグコミックスペリオール』、小学館、2022年[2] - 連載中、既刊5巻）

### その他
- HaKU シングル「衝動」（2015年11月18日発売） - ジャケットイラスト[5]
- 『みなみけ』20周年記念イラスト（『週刊ヤングマガジン』2024年27号[6]）